# Kerem Šalom
Kerem Šalom (hebrejsky כֶּרֶם שָׁלוֹם‎, doslova „Vinice míru“, v oficiálním přepisu do angličtiny Kerem Shalom) je vesnice typu kibuc v Izraeli, v Jižním distriktu, v Oblastní radě Eškol.

## Geografie
Leží v nadmořské výšce 85 metrů na severozápadním okraji pouště Negev; v oblasti která byla od 2. poloviny 20. století intenzivně zúrodňována a zavlažována a ztratila charakter pouštní krajiny. Jde o zemědělsky obdělávaný pás přiléhající k pásmu Gazy a navazující na pobřežní nížinu. Jižně od tohoto sídelního pásu ovšem ostře začíná zcela aridní oblast pouštního typu zvaná Cholot Chaluca.
Obec se nachází 12 kilometrů od břehu Středozemního moře, cca 105 kilometrů jihojihozápadně od centra Tel Avivu, cca 108 kilometrů jihozápadně od historického jádra Jeruzalému a 48 kilometrů západně od města Beerševa. Kerem Šalom obývají Židé, přičemž osídlení v tomto regionu je etnicky převážně židovské. Kibuc ale leží přímo u hranice pásma Gazy s početnou arabskou (palestinskou) populací. 2 kilometry na jihozápad leží navíc izraelsko-egyptská hranice. Kerem Šalom je na dopravní síť napojen pomocí místní komunikace, která ústí do lokální silnice 232.

## Dějiny
Kerem Šalom byl založen v roce 1956. Leží v kompaktním bloku zemědělských vesnic Chevel Šalom, do kterého spadají obce Avšalom, Dekel, Cholit, Jated, Jevul, Kerem Šalom, Pri Gan, Sdej Avraham, Sufa a Talmej Josef.
Nejprve zde roku 1956 vznikla polovojenská osada typu Nachal nazvaná Kerem Avšalom podle Avšaloma Feinberga – člena židovské špionážní sítě Nili za první světové války. Později ji osídlili členové mládežnického sionistického hnutí ha-Šomer ha-ca'ir. Ještě později, roku 1968 se proměnila na civilní sídlo. 15. května 1968 se do kibucu nastěhovala osadnická skupina čítající asi 40 osob. Po třech letech přemístili vesnici do nynější polohy.
Roku 1996 ovšem kibuc zanikl. Obnoven byl roku 2001. V srpnu 2001 kibuc prošel zároveň privatizací a zbavil se prvků kolektivismu ve svém hospodaření. V obci funguje plavecký bazén, sportovní areály, společná jídelna a synagoga. Místní ekonomika je založena na zemědělství (sadovnictví, polní plodiny, chov drůbeže). Část obyvatel za prací dojíždí mimo obec.
Kerem Šalom je nejzápadnějším sídlem v Izraeli. V blízkosti obce se nachází hraniční přechod Kerem Šalom umožňující spojení s pásmem Gazy. V roce 2006 byl poblíž tohoto přechodu unesen izraelský voják Gilad Šalit držený pak v zajetí hnutím Hamás.
Jde o populačně velmi malou komunitu. K roku 2010 se tu uvádí cca 60 obyvatel (jiný zdroj uvádí 13 rodin). Oficiální statistika tu k 31. prosinci 2014 evidovala 121 obyvatel, přičemž ještě v roce 2008 dříve byl Kerem Šalom registrován jako obec bez administrativní samostatnosti. Během roku 2014 populace klesla o 5,5 %. Obyvatelstvo kibucu je sekulární.
| Rok            | 1972 | 1983 | 1995 | 2009 | 2010 | 2011 | 2012 | 2013 | 2014 |
| -------------- | ---- | ---- | ---- | ---- | ---- | ---- | ---- | ---- | ---- |
| Počet obyvatel | 55   | 101  | 21   | 81   | 92   | 97   | 107  | 128  | 121  |